# رابرت مونکتون
رابرت مونکتون (انگلیسی: Robert Monckton؛ ۲۴ ژوئن ۱۷۲۶ – ۲۱ مهٔ ۱۷۸۲) فرد نظامی و سیاست‌مدار اهل بریتانیا بود.